# كيرك ديكسون
كيرك ديكسون (بالإنجليزية: Kirk Dixon)‏ هو لاعب دوري الرغبي بريطاني، ولد في 19 يوليو 1984 في إنجلترا في المملكة المتحدة.

## روابط خارجية
- كيرك ديكسون على موقع ItsRugby.co.uk (الإنجليزية)